# Khaïma
 (mai 2010).
Si vous disposez d'ouvrages ou d'articles de référence ou si vous connaissez des sites web de qualité traitant du thème abordé ici, merci de compléter l'article en donnant les références utiles à sa vérifiabilité et en les liant à la section « Notes et références ».

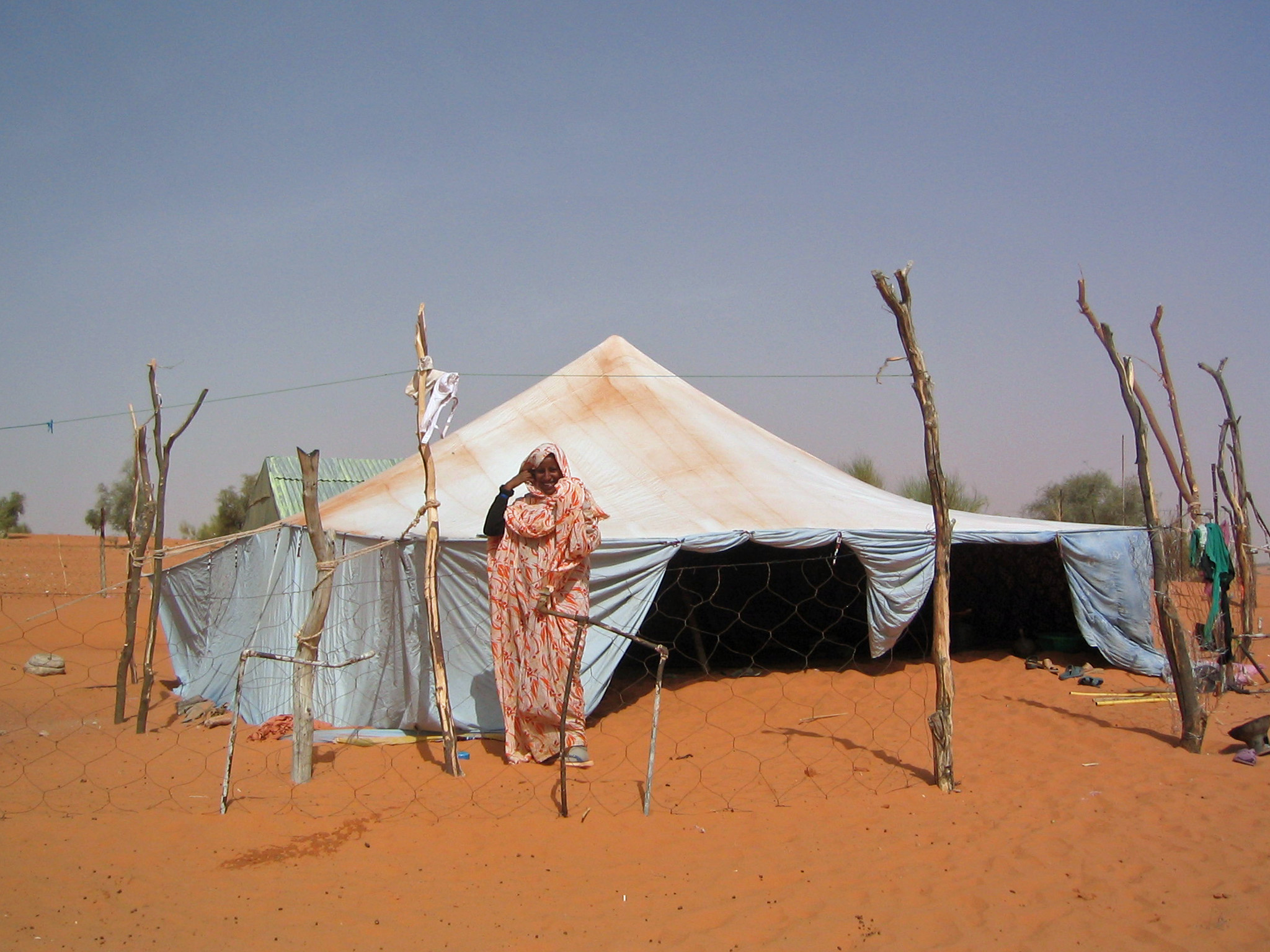
Jeune fille nomade devant la khaïma familiale (Trarza, Mauritanie).

La khaïma (la « tente » en arabe), parfois écrit kheïma, est la tente traditionnelle utilisée par les nomades dans les zones désertiques et arides du Maghreb, du Levant et des pays du Golfe persique.
Dans la société sahraouie, le terme khaïma désigne aussi la notion de famille, foyer, voire la tribu.

## Description

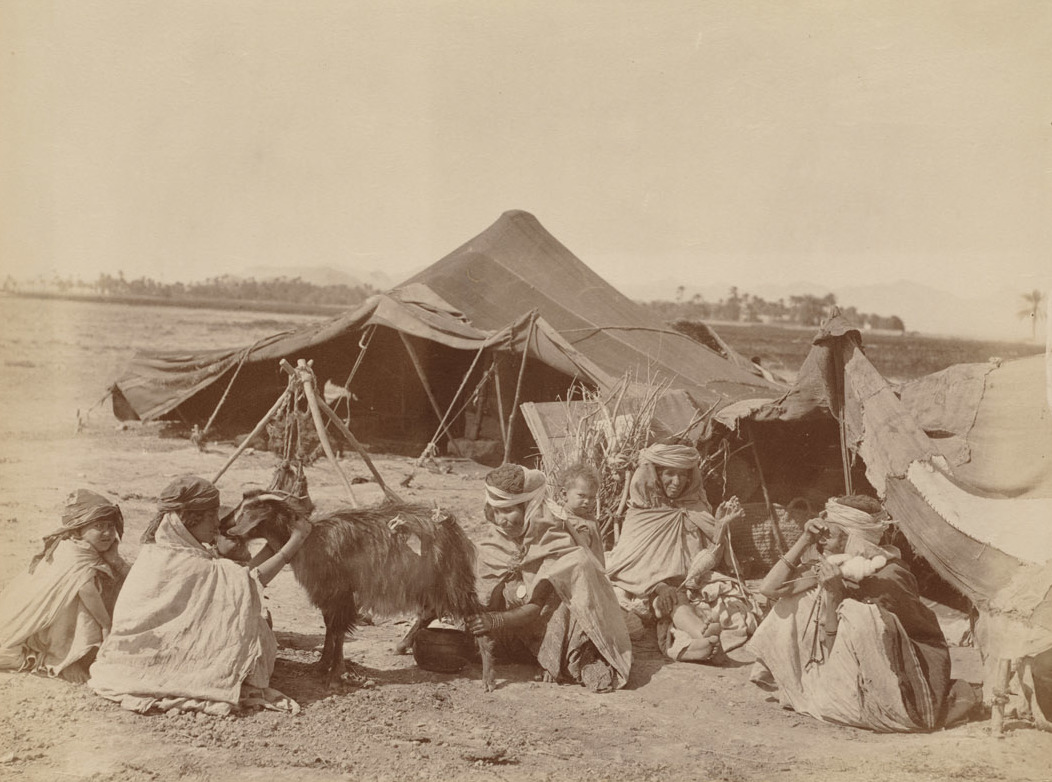
Campement bédouin près de Biskra.

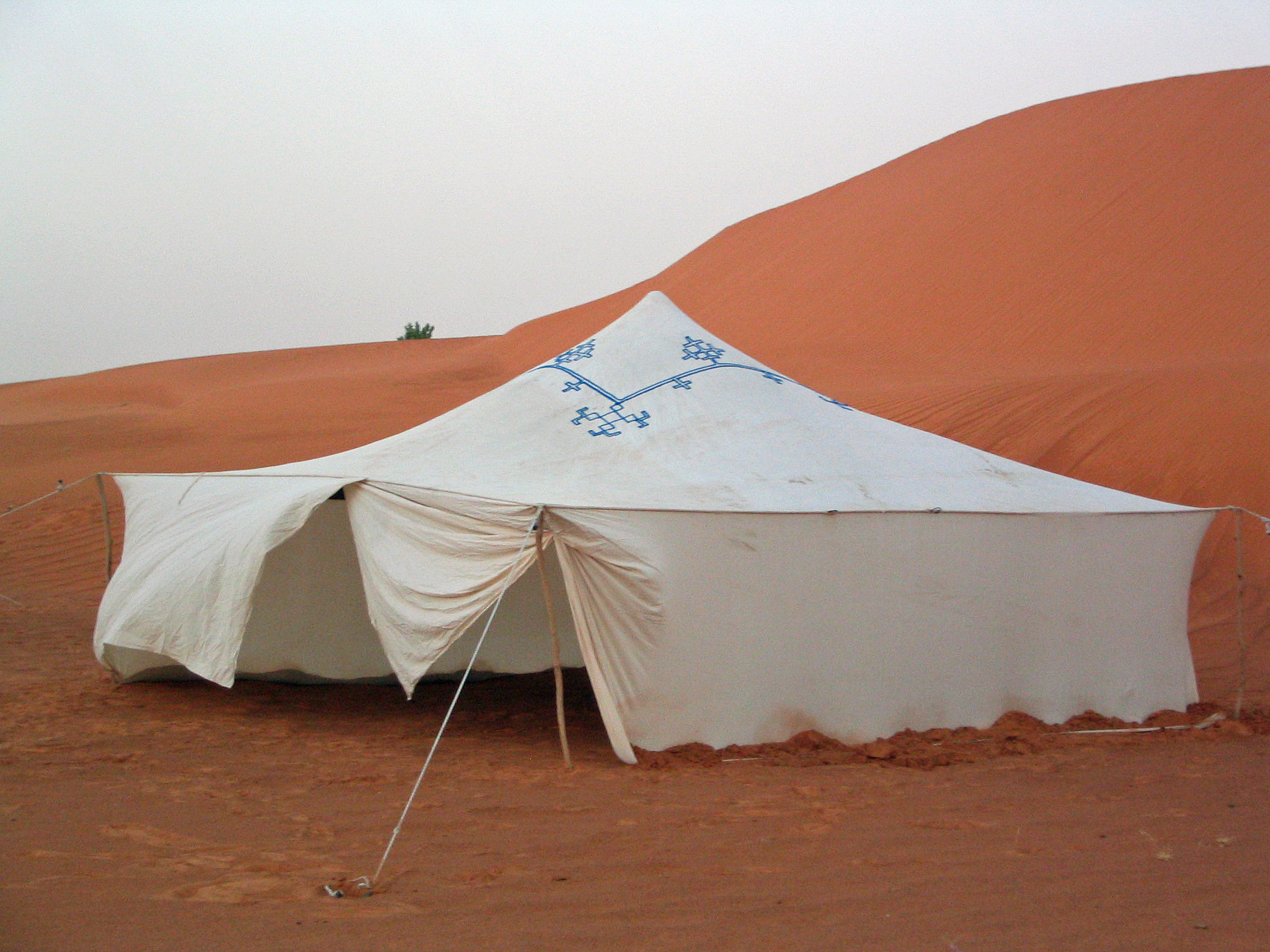
Khaïma et son collier bleu (glad al khaïma).

La majorité des tentes sont faites de coton écru type malican fabriqué au Sénégal, les plus traditionnelles sont fabriquées à partir d'un tissage en poil de chameau ou de mouton.
Les tentes blanches (en malican) et plus rarement les tentes noires (en poils) sont décorées à l'intérieur d'un patchwork.
Elles sont d’une forme pyramidale avec tapis de sol et (parfois) les "murs" décorés. 
Elles comportent parfois une décoration extérieure sur le sommet que l'on nomme Glad al Khaïma (le collier de la tente).
Un mât central, en bois, souvent en deux parties, permet de soutenir les trois couches de tissus. 
Il est courant de voir un tuyau de toile servant à maintenir les deux parties. Aux quatre angles des piquets sont tendus par des cordes (ou des sangles). 
Elles existent de toutes les tailles mais il est plus facile de les trouver sur les marchés de tentes de Nouakchott en 3 × 3 m, 4 × 4 m, 5 × 5 m, 6 × 6 m et même en 7 × 7 m, soit 49 m2.

## Aménagement intérieur

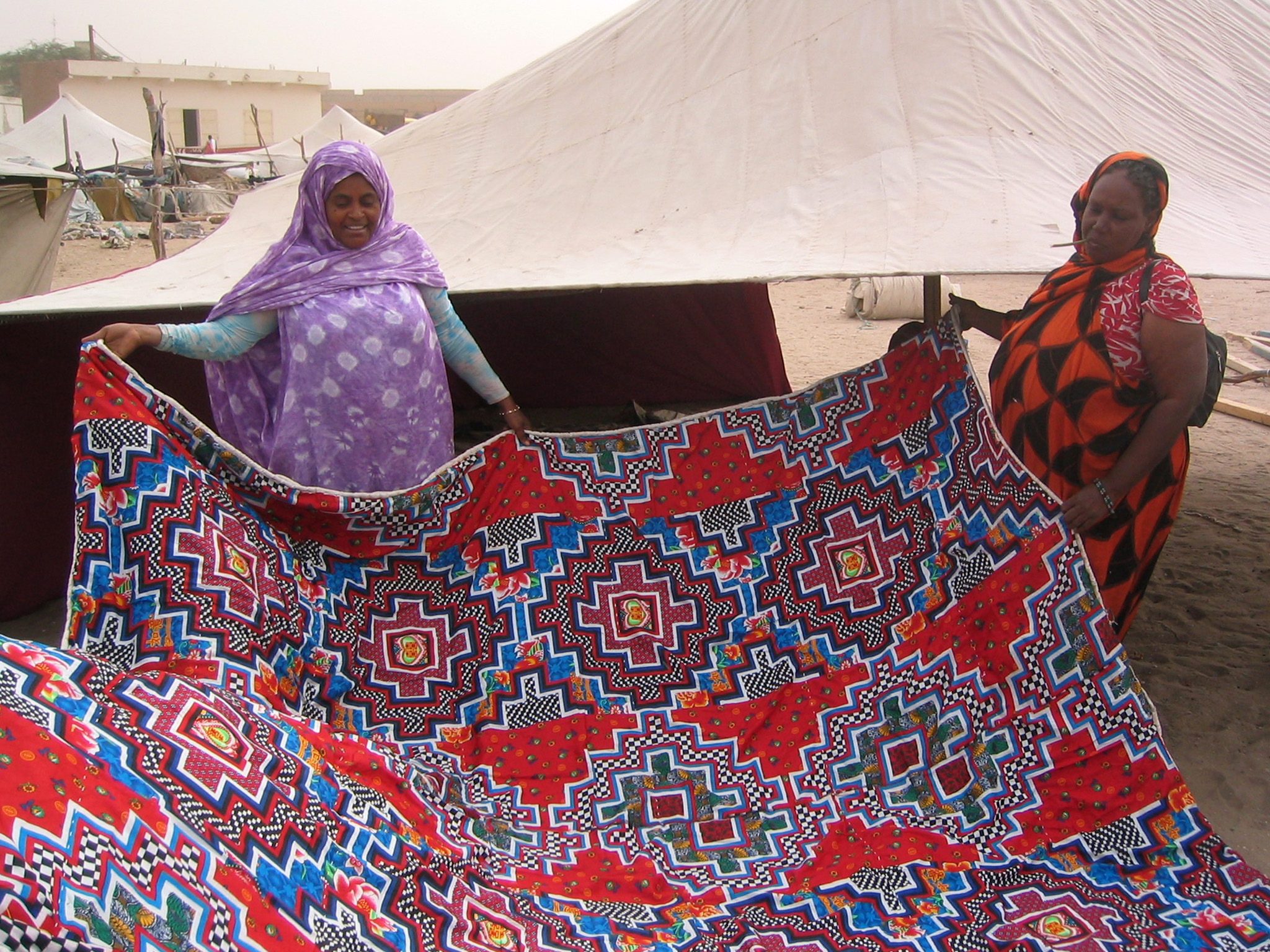
Doublure en tissu imprimé en série (importé).
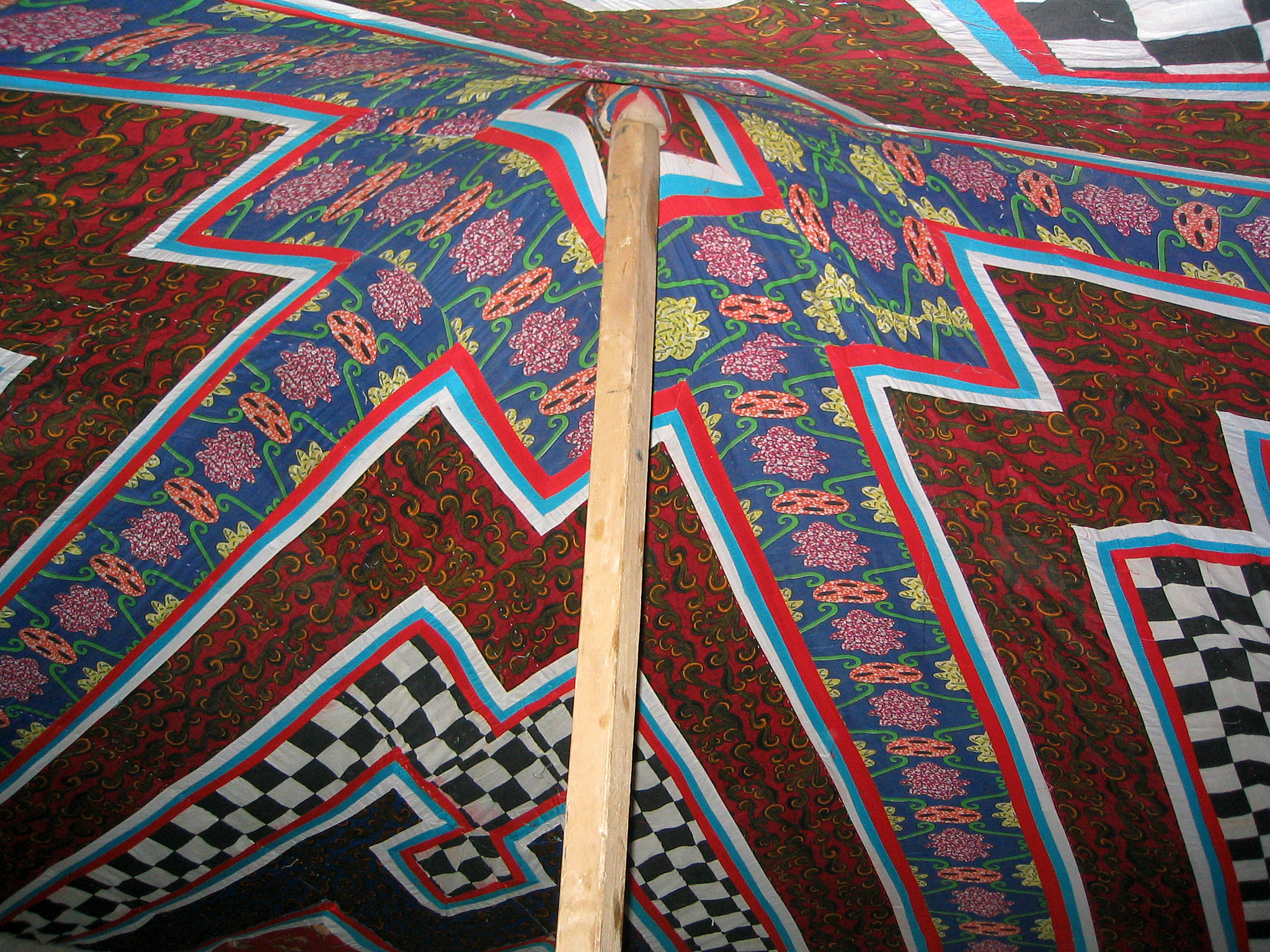
Mât central dans une tente décorée en patchwork.
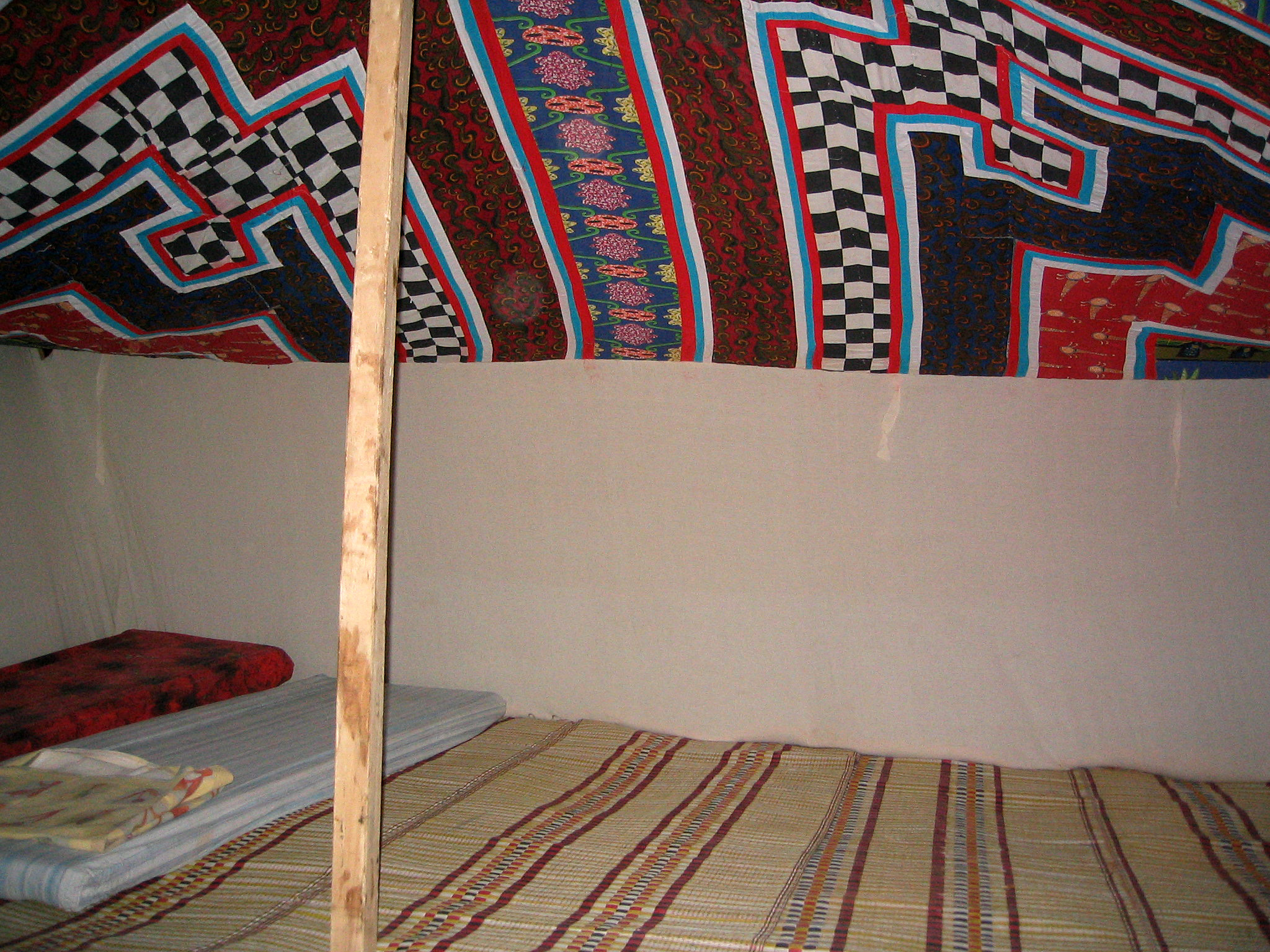
Natte sommaire.
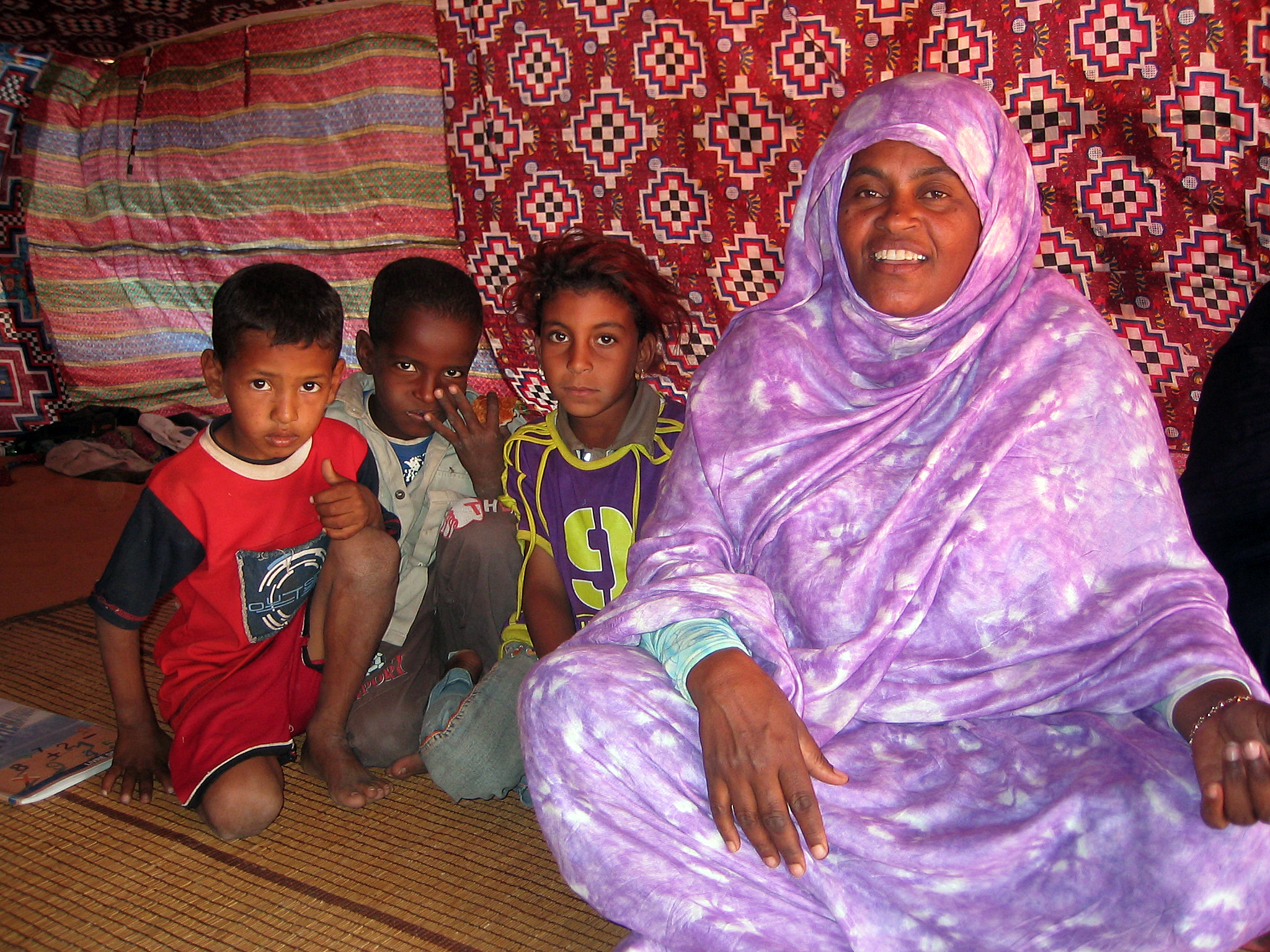
Écoliers avec leurs livres.
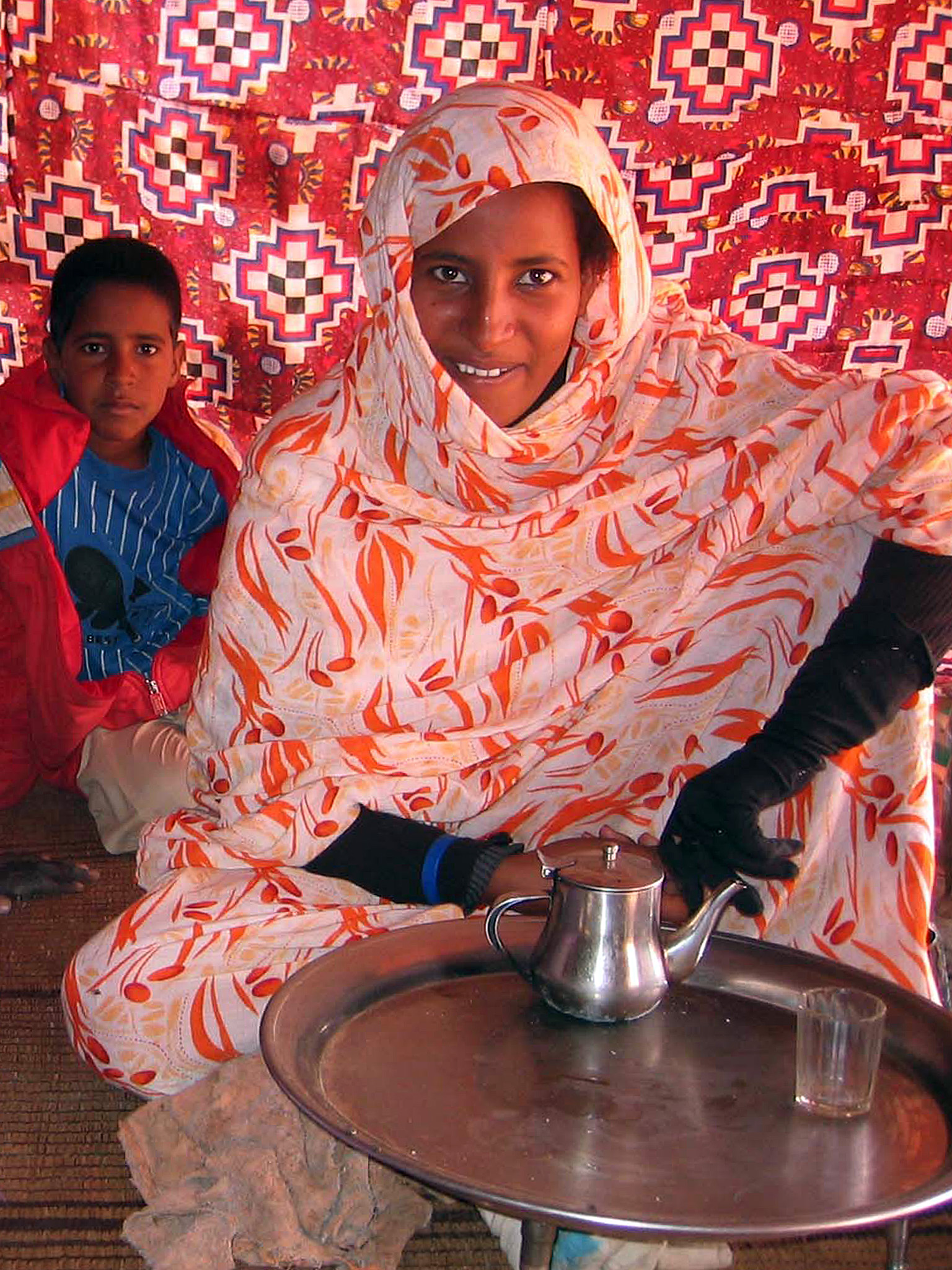
Service du thé.

## Fabrication et commercialisation

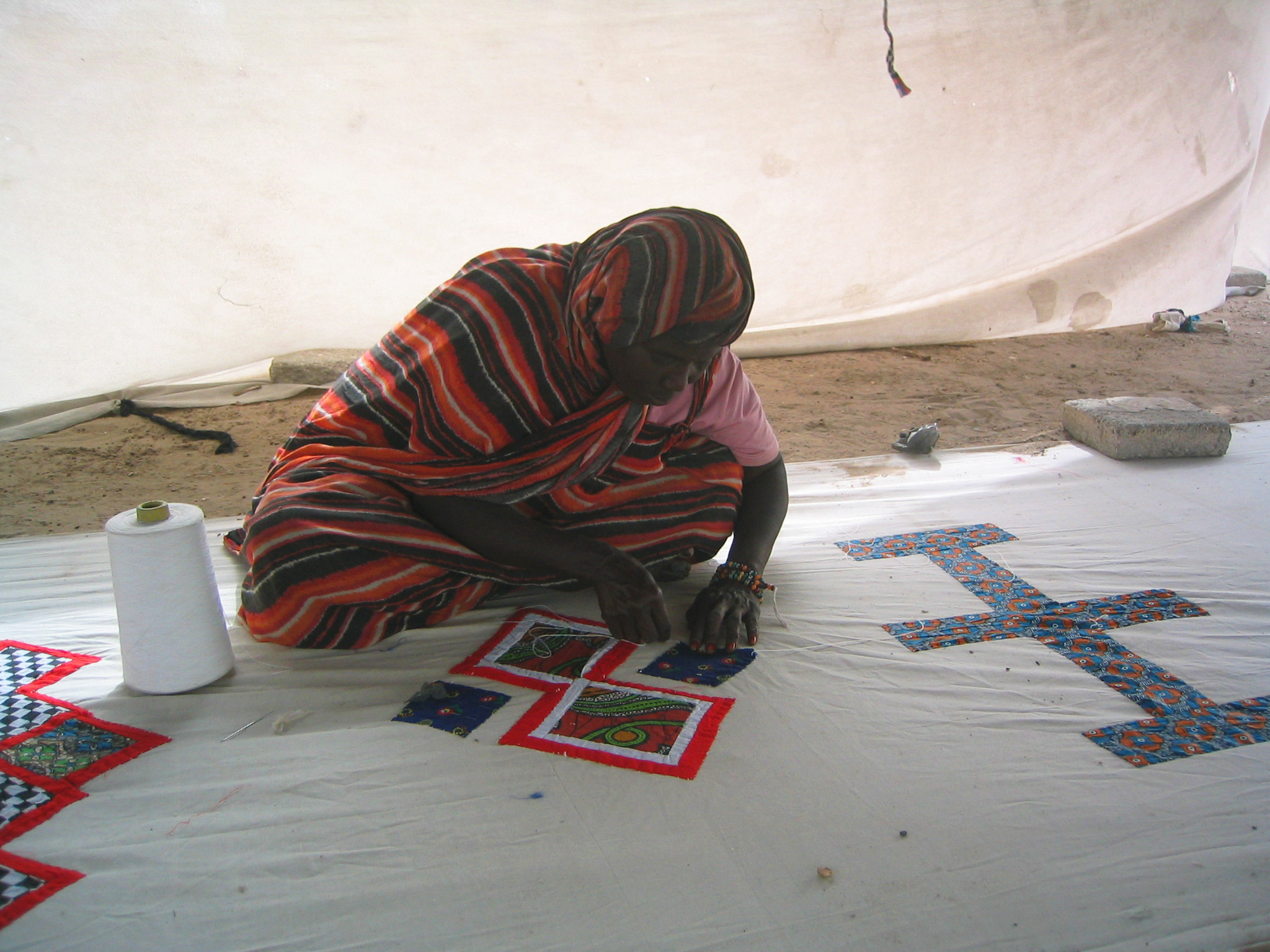
Femme brodant une khaïma.
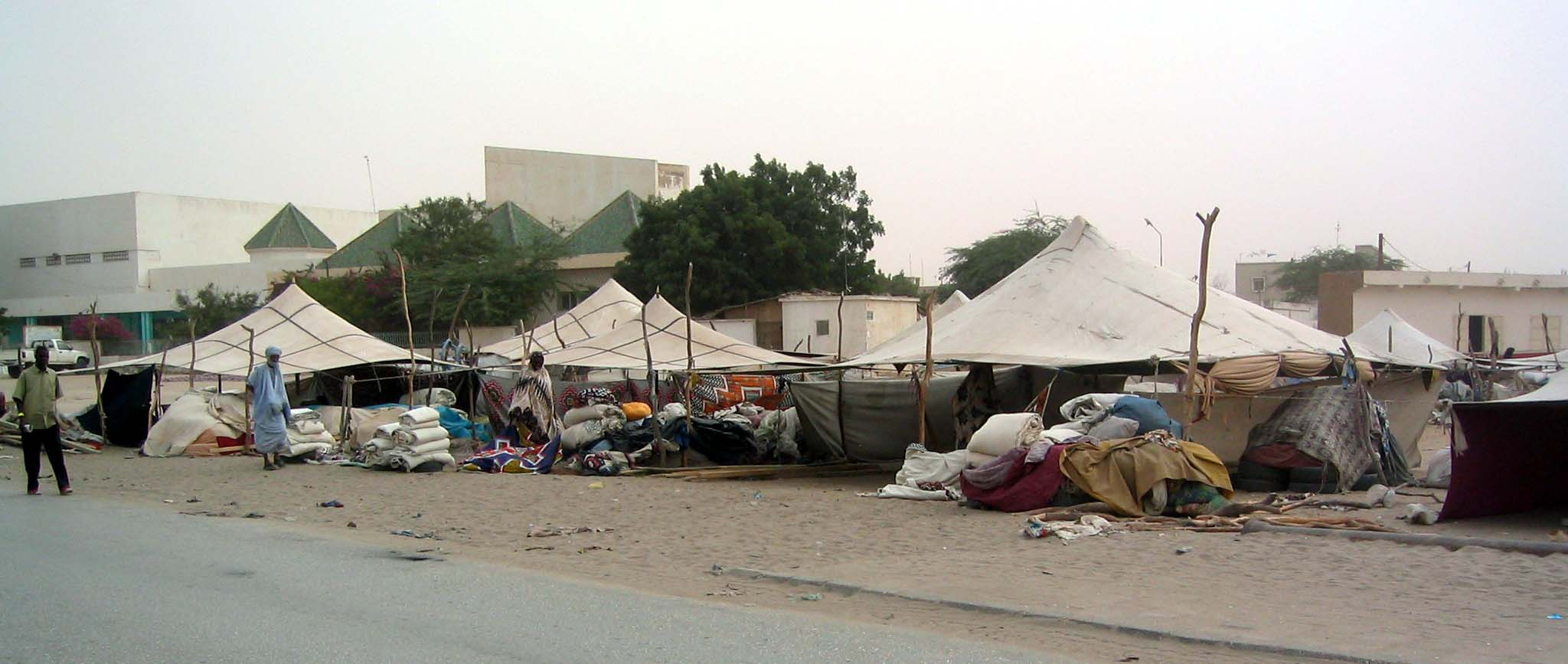
Marché aux tentes de Nouakchott.
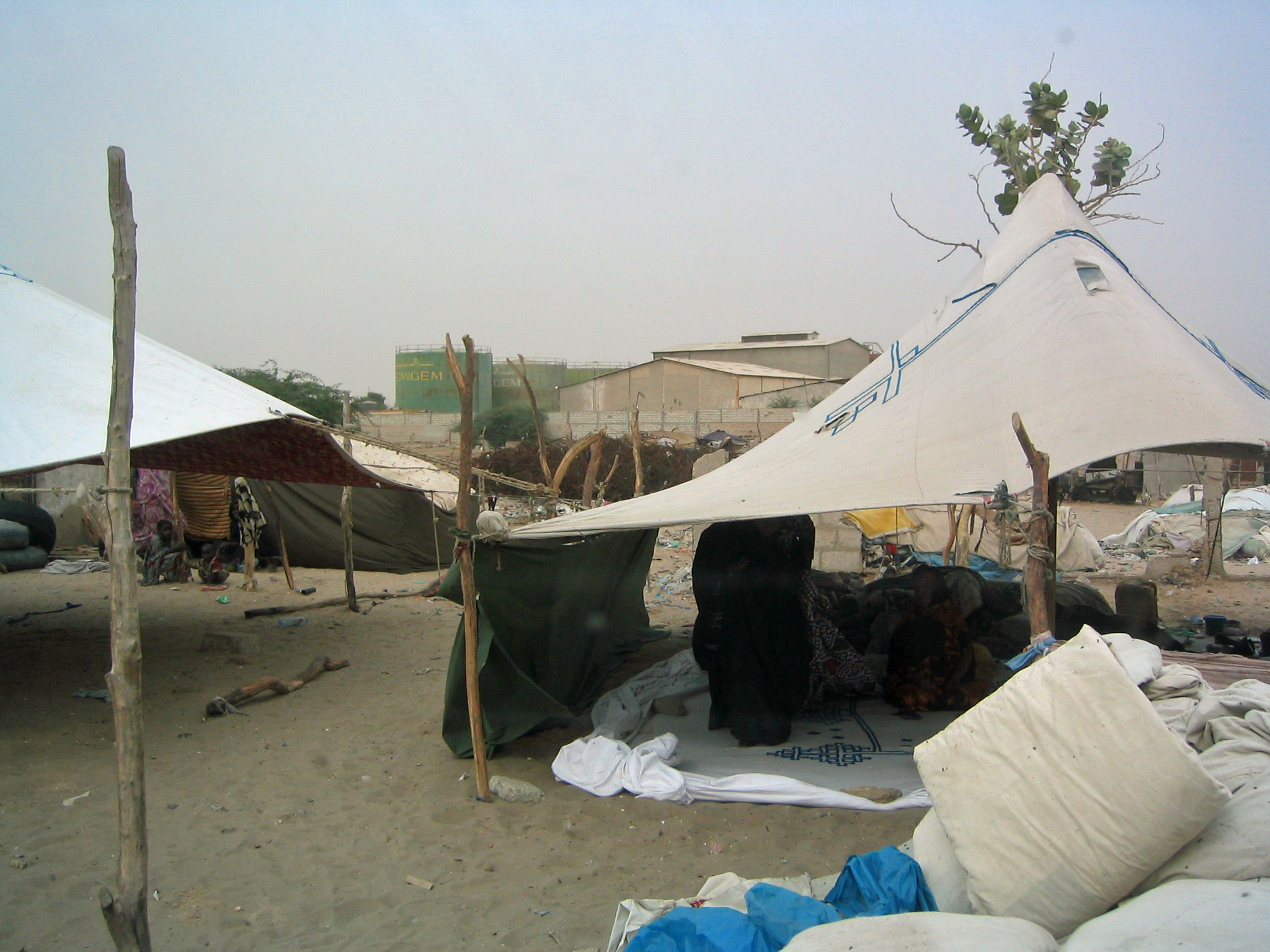
Marché aux tentes.
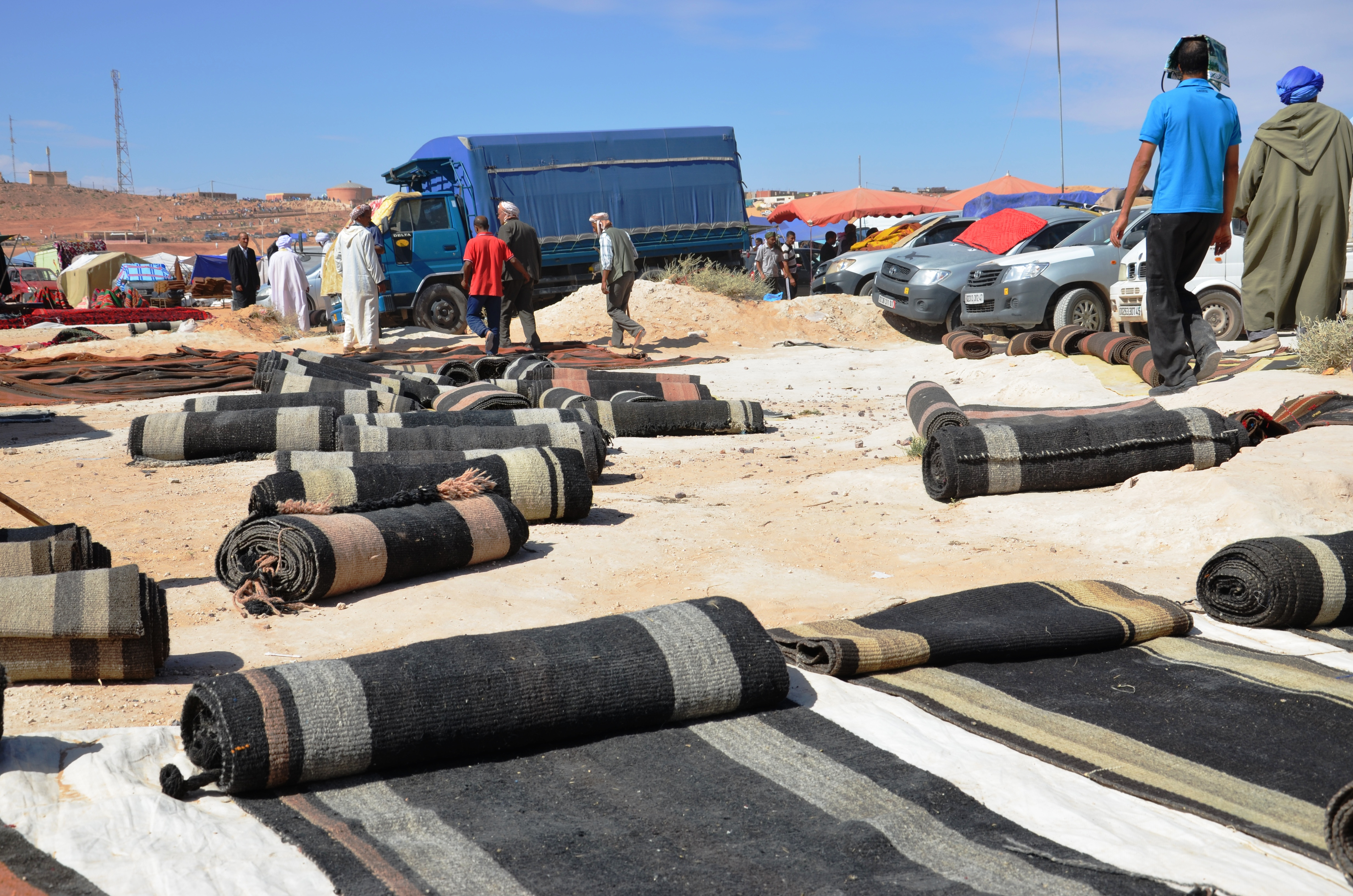
Marché de Khaïmas en Algérie.

Le marché de la tente bénéficie surtout aux femmes. Traditionnellement et encore actuellement, ce sont les femmes, en ville les artisanes qui produisent les tentes et les patchworks. Elles sont regroupées en coopératives. Les tentes sont cousues à la main. On trouve plusieurs grands marchés de tentes (blanches) en Mauritanie et principalement dans la ville de Nouakchott.
A Nouakchott, une tente blanche de taille 4x4 m décorée d'un patchwork coûte 59 000 ouguiya.

## Nouveaux usages
Dans les grandes villes comme Nouakchott, la tente khaïma est encore très utilisée par les populations. On trouve des tentes khaïma sur les toits des maisons, dans les cours intérieures. 
C'est un objet détourné aussi de sa fonction première et très largement utilisé dans tout le Sahara, au bord des routes, comme local commercial, restaurant, auberge. 

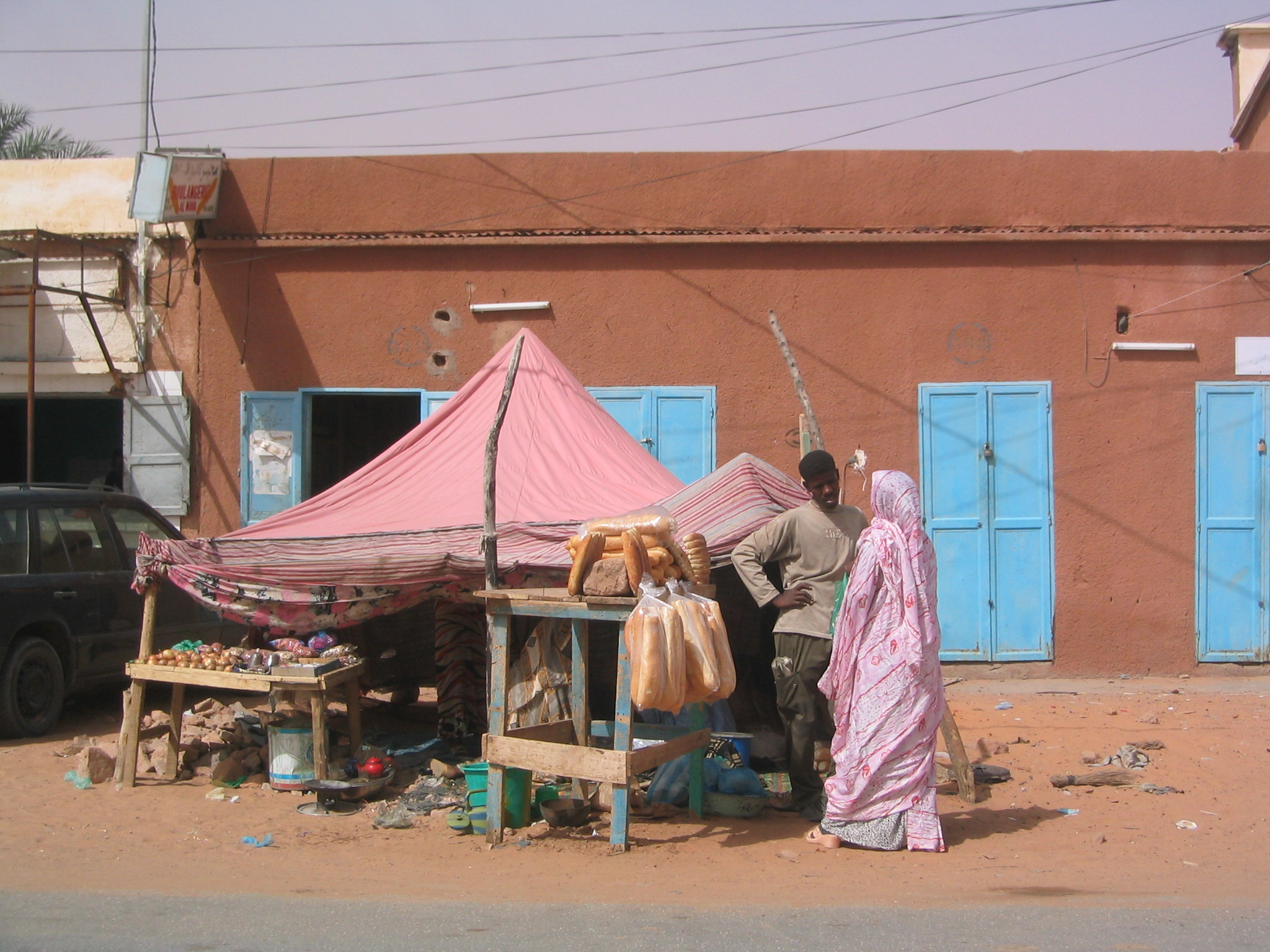
Dans une rue de Boutilimit.
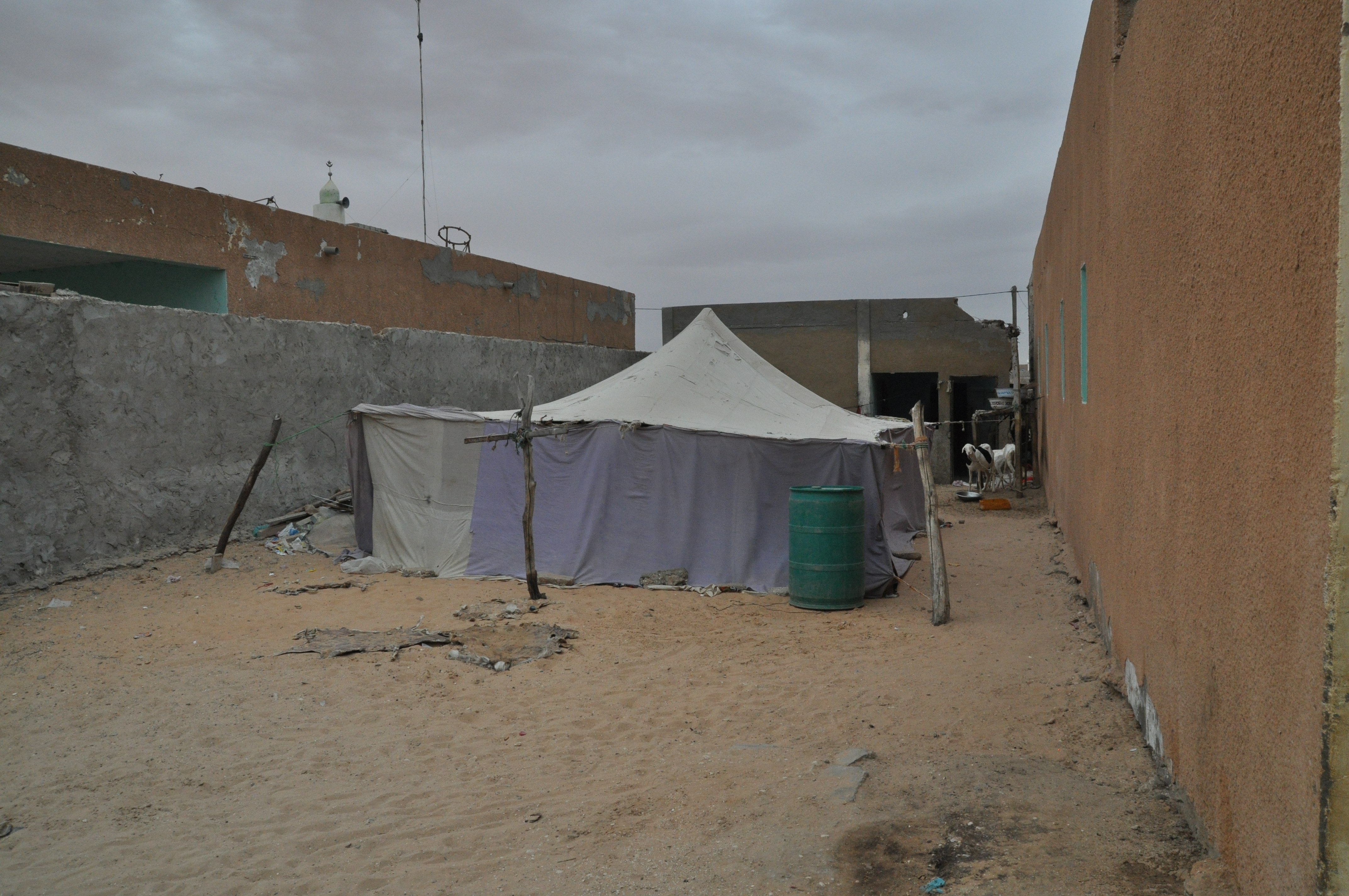
Dans une cour de Nouakchott.
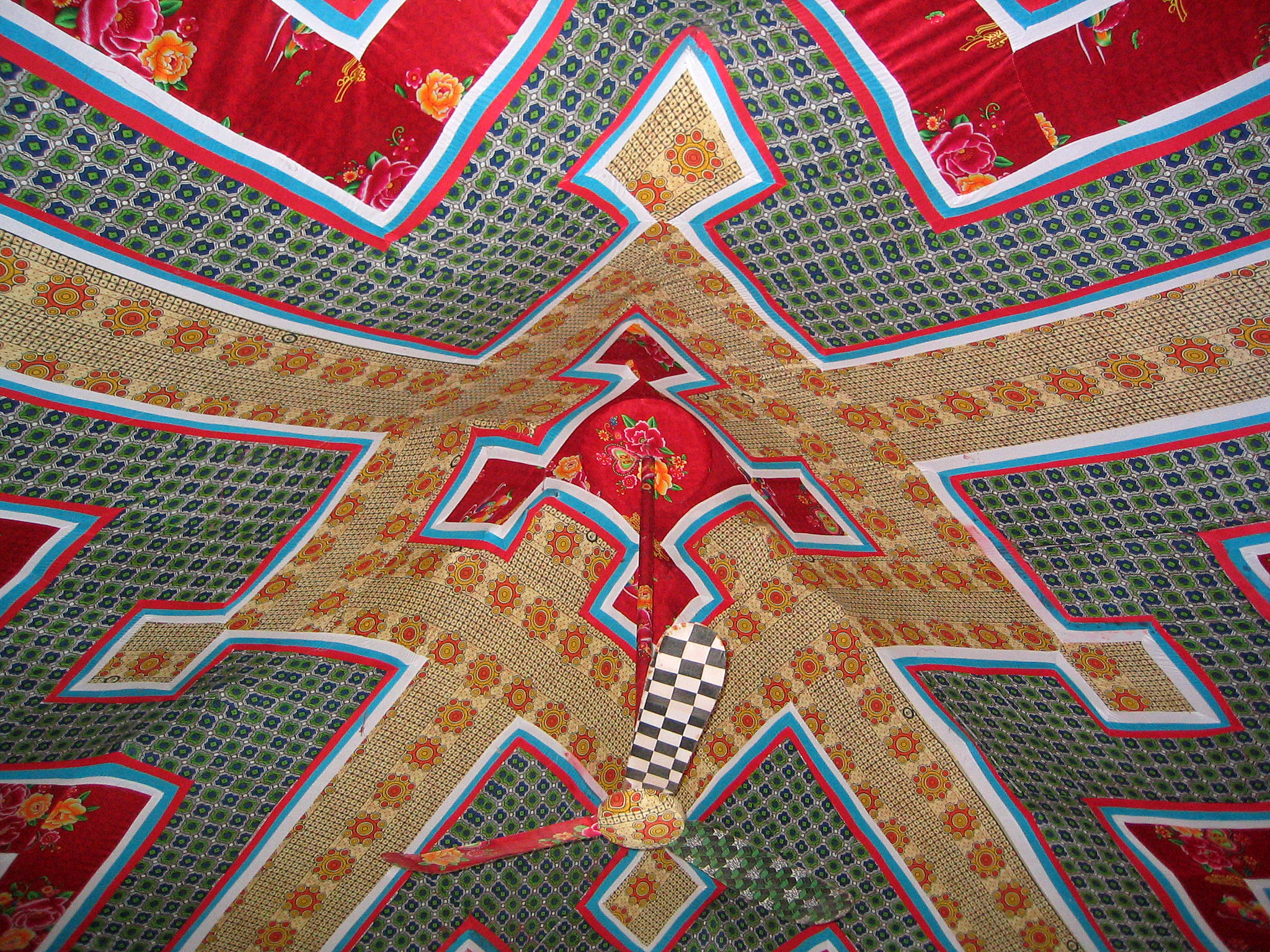
Équipée d'un ventilateur dans un bureau.
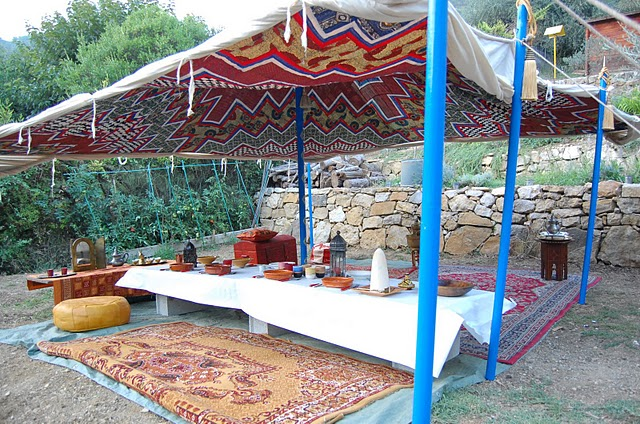
Montée dans un jardin en France.

## Symbolique
Au Sahara occidental, elle est le symbole de l'identité sahraouie, et être régulièrement présente à proximité des manifestations visant à protester contre la répression et les occupations espagnole puis marocaine.